# Messenger Kids
Messenger Kids é um aplicativo de mensagens desenvolvido pelo Facebook em dezembro de 2017. A plataforma foi projetada para um público jovem como uma alternativa mais segura para a plataforma Facebook Messenger. Os utilizadores podem registrar-se com o seu primeiro e último nome em vez de números de telefone. Foi inicialmente lançada para tablets iPad com o sistema operacional iOS apenas nos Estados Unidos, embora mais tarde tenha sido adicionado suporte para dispositivos iPhone e Android no Canadá, Peru e México.
Os pais têm supervisão e controle, com requisitos sobre verificação de identidade e aprovação de contatos. Não há compras no Facebook nem anúncios e, portanto, também não há coleta de dados para fins publicitários, pois as contas das crianças não são visíveis em busca no Facebook e a conta da criança não migra automaticamente para uma conta completa no Facebook quando ela completa 13 anos de idade (a idade mínima para o registro no Facebook). Ele apresenta realidade aumentada com filtros e lentes, juntamente com jogos e conteúdo educacional.

## Crítica
Em 4 de dezembro de 2017, o Facebook anunciou o Messenger Kids, um novo aplicativo para crianças com menos de 13 anos de idade. No seu anúncio, o Facebook disse à mídia que o Messenger Kids era significativamente diferente da versão padrão, sem anúncios, sem compras em pacote ou coleta de dados e com políticas rígidas em vigor. Os pais ou tutores devem baixar o aplicativo especificamente no dispositivo do seu filho, fazer login com sua conta para verificar sua identidade e criar uma conta Messenger Kids única para o seu filho. Depois de fazer isso, os pais têm controle sobre com quem seu filho fala (com pais que precisam aprovar novos contatos).
Além disso, as contas do Messenger Kids não são visíveis na busca no Facebook; filtros de segurança visam prevenir proativamente que crianças compartilhem nudez, conteúdo sexual ou violência, e uma equipe dedicada de apoio humano trabalha para lidar com reclamações de abuso. O aplicativo foi certificado pela lei Children's Online Privacy Protection Act. (COPPA). No entanto, o aplicativo recebeu críticas e preocupações significativas, principalmente devido à coleta do conteúdo de mensagens e fotos enviadas por menores, assim como para tentar fazer com que as pessoas se liguem à experiência do Facebook numa idade muito jovem. O Secretário de Estado da Saúde do Reino Unido, Jeremy Hunt, criticou publicamente a iniciativa, o Twitter que a empresa deveria "ficar longe dos meus filhos" e "o Facebook disse-me que eles voltariam com ideias para prevenir o uso do seu produto por menores de idade, mas em vez disso eles estão ativamente mirando em crianças jovens".